# Esporões
Esporões es una freguesia portuguesa perteneciente al municipio de Braga. Posee un área de 4.74 km² y una población de 1709 habitantes (2011). La densidad poblacional asciende a 360,5 hab/km².
En el patrimonio de la freguesia destacan la iglesia parroquial de São Tiago, de comienzos del siglo XVIII, y la Casa da Quintã o Casa Quintão, edificio civil del siglo XVI.
Además, en el territorio de Esporões se encuentra el castro del Monte de Santa Marta das Cortiças, también conocido como Poblado del Monte da Falperra, y, dentro de su zona de protección, la rústica Capilla de Santa Marta das Cortiças, del siglo XVI.